# Jean-François Chiantaretto
Jean-François Chiantaretto est psychologue clinicien, psychanalyste et professeur de psychopathologie à l'université Paris 13 (Sorbonne Paris Cité).

## Parcours de formation et professionnel
Il réalise une thèse en philosophie et esthétique (1982), intitulée « Bertolt Brecht marxiste », et alors qu'il devient psychologue clinicien puis psychanalyste, il réalise, en 1993, une thèse en psychologie à Paris VII, intitulée « Psychanalyse et écriture », sous la direction de Maurice Dayan. En 1994, il devient maître de conférences en psychologie clinique à l'Université Paris VII, puis est recruté en 2002 comme professeur de psychopathologie à l'université Paris 13. 
Il est membre statutaire de l'« Unité transversale de recherche en psychogenèse et psychopathologie » (UTRPP - EA 4403), unité universitaire de recherche qu'il a dirigée de 2011 à 2014.
Il exerce comme psychanalyste à Paris et a exercé comme psychologue clinicien et psychanalyste dans différents centres de soins, notamment au Centre Alfred Binet. Il est membre du Quatrième Groupe OPLF.

## Parcours de recherche
Jean-François Chiantaretto a fondé en 1992 le groupe de recherches "Littérature personnelle et psychanalyse" et depuis 2017 co-anime  avec Françoise Neau le séminaire "Psychanalyse et écriture". Ses travaux portent principalement sur la question de l'interlocution interne, avec notamment le concept de "témoin interne", qu'il a mis au travail depuis une quinzaine d'années dans trois directions : les écritures de soi, l'écriture du psychanalyste, la psychopathologie des limites. Ce nouveau concept désigne  « la présence en soi d'une figure qui représente le semblable, les semblables [...], d'un interlocuteur rendant partageable la solitude d'être [...] ».
Ses livres articulent toujours clinique et écriture : plus spécifiquement, la psychopathologie des limites et l'écriture à partir d'une expérience limite. Ils proposent de nombreuses études sur différents auteurs,  du Journal d'Anne Frank, aux textes de Primo Levi, d'Amadou Hampâté Bâ, de Claude Vigée, de Janine Altounian; ou encore, de l'écrivain hongrois Imre Kertész, prix Nobel de littérature ou du peintre Gérard Garouste.

## Activité scientifique et d'édition

### Groupe de recherches et colloques
Les recherches menées par Jean-François Chiantaretto avec le groupe universitaire de recherches « Littérature personnelle et psychanalyse », qu'il a fondé en 1992 et qu'il anime depuis lors, concernent les questions d'écriture de soi en lien avec la psychanalyse, du langage et de l'« interlocution interne » du témoin, ainsi que les liens qui existent entre le témoignage et le trauma. Ainsi, il édite ou co-édite plusieurs ouvrages qui déclinent ces recherches sur écriture et histoire, Témoignage et écriture de l’histoire, Écriture de soi, écriture de l’histoire, et écriture et trauma, Écriture de soi et trauma et Témoignage et trauma.
J.-F. Chiantaretto organise ou co-organise régulièrement des colloques et des journées scientifiques en lien avec ces questions liées à la clinique et à l'écriture, par exemple : " Psychanalyse et culture: l'oeuvre de Nathalie Zaltzman" (Centre Culturel International de Cerisy, 2019), "L'écriture du psychanalyste" (Centre Culturel International de Cerisy, 2016),  "Ecritures de soi, écritures du corps (Centre Culturel International de Cerisy, 2015), « Écriture de soi, écriture des limites » (Centre culturel international de Cerisy, 2013), « Cliniques et écritures » (Université Sorbonne Paris Nord, 2008), « Écriture de soi et narcissisme »(Université Paris-Diderot, 1999), « Écriture de soi et psychanalyse » (Université Paris-Diderot, 1995), ou plus spécifiquement consacrés aux liens entre écriture et histoire, comme « L'écriture de soi peut-elle dire l'histoire ? » (Centre Georges Pompidou, 2001). 

### Édition et revues
Jean-François Chiantaretto est collaborateur de la revue Le Coq-Héron, dont il a dirigé ou co-dirigé plusieurs numéros, et membre du comité scientifique ou du comité de lecture de différentes revues : Connexions, Teoria e Pesquisa (Université de Brasilia), Analele Universitatii Spiru Haret (Université Spiru Haret de Bucarest), Le sujet de la société (Université  Paris13/Paris 8), la revue poétique et philosophique Peut-être. 

## Publications

### Ouvrages
- La perte de soi, Paris, Campagne Première, 2020.
- Trouver en soi la force d'exister. Clinique et écriture, Paris, Campagne Première, 2011.
- Le Témoin interne. Trouver en soi la force de résister, Paris, Aubier/Flammarion, 2005.
- L'Écriture de cas chez Freud, Paris, Anthropos/Economica, 1999.
- De l'acte autobiographique. Le psychanalyste et l'écriture autobiographique, Seyssel, Champ Vallon, 1995.
- Bertolt Brecht penseur intervenant, Paris, Publisud, 1985.

### Ouvrages dirigés et co-dirigés (sélection)
- Écriture de soi, écriture de l''histoire, Paris, In Press, 1997.
- Écriture de soi et trauma, Paris, Anthropos, 1998.
- Écriture de soi et sincérité, Paris, In Press, 1999.
- Écriture de soi et narcissisme, Toulouse, Erès, 2002.
- L'écriture de soi peut-elle dire l'histoire?, Paris, BPI/Centre Georges Pompidou, 2002.
- (avec Régine Robin), Témoignage et écriture de l'histoire, Paris, L'Harmattan, 2003.
- Témoignage et trauma. Implications psychanalytiques, Paris, Dunod, 2004.
- (avec Anne Clancier et  Anne Roche), Autobiographie, journal intime et psychanalyse, Paris, Anthropos/Economica, 2005.
- (avec Éliane Allouch, Simon Harel, Jean-Pierre Pinel), Confiance et langage, Paris, In Press, 2010.
- Écriture de soi, écriture des limites, Paris, Hermann, 2014.
- (avec Catherine Matha), Écritures de soi, écritures du corps, Paris, Hermann, 2016.
- (avec Catherine Matha & Françoise Neau), L’écriture du psychanalyste, Paris,  Hermann, 2018,  (ISBN 9782705697204).
- (avec Georges Gaillard), Psychanalyse et culture : l'oeuvre de Nathalie Zaltzman, Paris, Ithaque, 2020.